# Sopa wantan
La sopa wantan és una sopa feta de wantan (un tipus de pasta farcida, paregut a un ravioli). És un exemples típics de l'anomenada cuina chifa de la gastronomia peruana com a resultat de la immigració asiàtica, sobretot xinesa, a aquest país.